# Площадь Зденека Неедлы
Пло́щадь Зде́нека Не́едлы (название с 29 марта 1978 года) — площадь в Северном административном округе города Москвы на территории Савёловского района.

## История
Площадь получила своё название 29 марта 1978 года в честь 100-летия со дня рождения чешского учёного-слависта Зденека Неедлы (1878—1962). Мемориальная доска располагалась на бортике возле кинотеатра «Прага» и была утрачена при реконструкции кинотеатра.

## Расположение
Площадь Зденека Неедлы ограничена с севера 1-й Квесисской улицей (проходит с востока на запад), с востока — 2-м Нижнемасловским переулком (проходит с юга на север), с юга — улицей Нижняя Масловка (проходит с востока на запад), с запада — Башиловской улицей (проходит с юга на север). По площади Зденека Неедлы не числится домовладений.

## Примечательные здания и сооружения
- Кинотеатр «Прага» — в северной части площади (улица Нижняя Масловка, д. 10).

## Транспорт

### Наземный транспорт
У площади Зденека Неедлы расположена остановка «Кинотеатр „Прага“» автобусов 72, 82, 84, 384, 727, т42, т79 (на улице Нижняя Масловка).

### Метро
- Станция метро «Савёловская» Серпуховско-Тимирязевской линии и станция метро «Савёловская» Большой кольцевой линии (соединены переходом) — восточнее площади, на площади Савёловского Вокзала.

### Железнодорожный транспорт
- Савёловский вокзал (пассажирский терминал станции Москва-Бутырская Савёловского направления Московской железной дороги) — восточнее площади, на площади Савёловского Вокзала.
- Платформа «Савёловская» Алексеевской соединительной ветви МЖД — восточнее площади, на площади Савёловского Вокзала.